# Varjoina Kuljemme Kuolleiden Maassa
Varjoina Kuljemme Kuolleiden Maassa (Come ombre camminiamo nella terra dei morti) è il sesto album in studio del gruppo musicale Moonsorrow, pubblicato il 21 febbraio 2011 in UK, il 23 febbraio in Finlandia, il 25 febbraio in Germania Austria e Svizzera ed infine il 27 febbraio nel resto dell'Europa. Nel sito Metal Storm è stato classificato come secondo migliore album del 2011,  preceduto solo da The Great Mass dei Septicflesh.

## Tracce
1. Tähdetön – 12:44
2. Hävitetty – 1:34
3. Muinaiset – 11:43
4. Nälkä, Väsymys Ja Epätoivo – 1:12
5. Huuto – 15:58
6. Kuolleille – 1:35
7. Kuolleiden Maa – 16:22

## Formazione
- Ville Sorvali - basso, voce, cori
- Henri Sorvali - chitarra, tastiera, chitarra acustica, mandolino, bouzouki, cori, voce clean, tin whistle
- Marko Tarvonen - batteria, percussioni, chitarra a 12 corde, cori
- Mitja Harvilahti - chitarra solista, chitarra ritmica, cori
- Marcus Eurén - tastiera, cori

### Ospiti
- Olli Vänskä - violino, voce
- Jakke Viitala - voce
- Riku Katainen - cori
- Mathias Lillmåns - cori
- Jules Näveri - cori
- Knut Sorvali - cori
- Jukka Varmo - cori